# Dirk Draulans
Dirk Draulans (Turnhout, 4 mei 1956) is een Belgisch bioloog, journalist en schrijver.

## Levensloop

### Wetenschapper
Draulans was in zijn jeugd actief lid van de Wielewaaljongeren. Hij studeerde in 1979 af als licentiaat in de biologie (optie zoölogie) aan de Katholieke Universiteit Leuven. Hieraan was hij de volgende zes jaar verbonden als onderzoeker. In 1983 promoveerde hij tot doctor in de wetenschappen. Tussen 1985 en 1987 was hij als academische gastonderzoeker verbonden aan het departement zoölogie van de Universiteit van Oxford. Hij studeerde biologie aan de universiteit van Gent. Hij hield zich in Oxford vooral bezig met evolutiebiologie. In 1987 werd hij wetenschappelijk redacteur van het tijdschrift Knack. Draulans zet zich in voor de popularisering van de sociobiologie.
In het boek Het succes van slechte seks (2008), ontleedt hij hoe de evolutietheorie van Charles Darwin ook van toepassing is op de mens.

### Privé
Draulans heeft met presentatrice Inge Becks een dochter. Over en voor zijn dochter schreef hij  Dagboek voor mijn dochter (2007). Verder heeft hij nog twee andere kinderen uit eerdere relaties.
Het boek Het hoofd wil niet meer (1996) begint met een anekdote over de beginnende dementie van zijn grootvader.

## Werk

### Romans
Draulans schreef een aantal romans. Hij debuteerde in 1990 met de erotisch getinte thriller Paarse dijen. Andere romans zijn de misdaadroman Gele modder (1992), de fantasy De rode koningin (1994) en de politieke roman De charme van chaos (2000).

### Reisverslagen
Verder was hij oorlogsverslaggever in onder andere Centraal-Afrika, het Midden-Oosten en Bosnië. Een verslag van zijn reizen naar oorlogsgebied is onder meer beschreven in De schaduw van Saddam (1992), Welkom in de hel (1993), Mirjana (1993), Een grap van God (1997) en Handelaar in oorlog (2003).
Een ontmoeting met de jonge biologe en bonobospecialiste Ellen Van Krunkelsven in het toen nog Zaïre geheten Congo resulteerde in het reisverslag De mens van morgen (1998).

## Trivia
- 2003: hij nam deel aan het eerste seizoen van De Slimste Mens ter Wereld. Na twee deelnames moest hij de quiz verlaten.
- 2005 en 2006: wekelijks te zien in De laatste show op Eén met zijn rubriek 'Applaus voor de Natuur'.
- 2008: in het najaar zat hij samen met actrice Marijke Pinoy en stylingspecialiste Tiany Kiriloff in de jury van het VTM-programma Moeders & dochters. In dit programma gingen ze op zoek naar het mooiste en sterkste 'moeder & dochter'-duo van Vlaanderen. In de media werd hij als "genadeloos" beschreven.
- 2009: het Darwinjaar, tweehonderdste verjaardag van Charles Darwin en de 150e verjaardag van zijn hoofdwerk On the Origin of Species. 
  - Canvas bracht op 17 februari Dirk doet Darwin. Een documentaire waar Dirk voor een livepubliek zijn licht liet schijnen over de evolutietheorie.
  - Hij reisde mee op de Clipper stad amsterdam voor het tv-programma Beagle: In het kielzog van Darwin.
- 2014: laureaat van de persprijs van de Federale Raad voor Duurzame Ontwikkeling. Die kreeg hij voor zijn documentaire Alles kan schoner op Canvas
- 2022: deelname aan De Verraders op VTM.

- Gemeinsame Normdatei: 122777379
- International Standard Name Identifier: 0000 0000 6683 5159
- Library of Congress Control Number: n93049010
- Nederlandse Thesaurus van Auteursnamen: 075116685
- Virtual International Authority File: 62438216
- WorldCat: E39PBJycKCrg3rGCxh3BhmdxXd